# 松平直巳
松平 直巳（まつだいら なおおき）は、幕末期の大名。出雲国広瀬藩第10代（最後）の藩主、のち藩知事。直政系越前松平家広瀬藩分家10代。

## 略歴
8代藩主・松平直寛の十一男として誕生した。母は側室の安達氏。
文久元年（1861年）、兄・直諒の死去によりその養子として家督を継いだ。しかし兄のように有能ではなく、幕末期の政局に耐えられる人物ではなかったため、藩は混乱したという。しかし家老の岩崎広勤の手腕により、医学所や洋学所を設置して人材育成に努めた。明治2年（1869年）の版籍奉還で広瀬藩知事となる。明治4年（1871年）の廃藩置県で東京に移住した。明治9年（1876年）、養子の直平（松江藩主松平定安の四男）に家督を譲る。
大正6年（1917年）3月23日、86歳で死去した。

## 系譜
- 父：松平直寛（1783年 - 1850年）
- 母：安達氏
- 養父：松平直諒（1817年 - 1861年?）
- 正室：幸姫 - 内藤正義娘、内藤正誠の姉
- 継室：愛姫 - 松平信順娘
- 継々室：錦姫 - 吉田良熈娘
- 養子
  - 男子：松平直平（1869年 - 1939年） - 松平定安の四男